# Velika nagrada Barija 1951
Velika nagrada Barija 1951 je bila neprvenstvena dirka Formule 1 v sezoni 1951. Odvijala se je 2. septembra 1951 na dirkališču Circuito di Lungomare.

## Rezultati

### Štartna vrsta
|  | _______3_______ Jose Froilán Gonzalez 2:21,6 |                                               | _______2_______ Alberto Ascari 2:21,2   |                                             | _______1_______ Juan Manuel Fangio 2:20,2 |
|  |                                              | _______5_______ Luigi Villoresi 2:22,8        |                                         | _______4_______ Giuseppe Farina 2:21,6      |                                           |
|  | _______8_______ Louis Rosier 2:32,0          |                                               | _______7_______ Chico Landi 2:31,8      |                                             | _______6_______ Louis Chiron 2:31,8       |
|  |                                              | _______10_______ Yves Giraud Cabantous 2:33,8 |                                         | _______9_______ Andre Simon 2:33,0          |                                           |
|  | _______13_______ Pierre Levegh 2:36,0        |                                               | _______12_______ Robert Manzon 2:35,6   |                                             | _______11_______ Piero Taruffi 2:34,2     |
|  |                                              | _______15_______ Johnny Claes 2:37,0          |                                         | _______14_______ Maurice Trintignant 2:36,4 |                                           |
|  | _______18_______ Toulo de Graffenried 2:41,2 |                                               | _______17_______ Peter Whitehead 2:39,0 |                                             | _______16_______ Antonio Branca 2:38,2    |
|  |                                              | _______20_______                              |                                         | _______19_______ Harry Schell 2:44,8        |                                           |

### Dirka
| Poz | Dirkač                | Dirkalnik         | Krogi | Čas/Odstop      |
| --- | --------------------- | ----------------- | ----- | --------------- |
| 1   | Juan Manuel Fangio    | Alfa Romeo 159    | 65    | 2:39:58,3       |
| 2   | Jose Froilan Gonzalez | Ferrari 375       | 65    | + 1:12,7        |
| 3   | Piero Taruffi         | Ferrari 500       | 63    | +2 kroga        |
| 4   | Louis Rosier          | Talbot T26C-DA    | 61    | +4 krogi        |
| 5   | Yves Giraud Cabantous | Talbot T26C       | 60    | +5 krogov       |
| 6   | Peter Whitehead       | Ferrari 125       | 60    | +5 krogov       |
| 7   | Pierre Levegh         | Talbot T26C       | 59    | +7 krogov       |
| 8   | Johnny Claes          | Talbot T26C-DA    | 59    | +7 krogov       |
| 9   | Toulo de Graffenried  | Maserati 4CLT/48  | 58    | +8 krogov       |
| Ods | Robert Manzon         | Simca-Gordini T15 | 39    |                 |
| Ods | Maurice Trintignant   | Simca-Gordini T15 | 35    | Bat             |
| Ods | Luigi Villoresi       | Ferrari 375       | 31    | Črpalka za olje |
| Ods | Alberto Ascari        | Ferrari 375       | 18    | Ogenj           |
| Ods | Chico Landi           | Maserati 4CLT/48  | 15    |                 |
| Ods | Harry Schell          | Maserati 4CLT/48  | 12    | Puščanje olja   |
| Ods | Andre Simon           | Simca-Gordini T15 | 8     | Bat             |
| Ods | Giuseppe Farina       | Alfa Romeo 159    | 8     | Bat             |
| Ods | Antonio Branca        | Maserati 4CLT/48  | 6     | Črpalka za olje |
| Ods | Louis Chiron          | Talbot T26C       | 5     |                 |
| DNS | Stirling Moss         | Ferrari 125       |       |                 |
| DNS | Felice Bonetto        | Alfa Romeo 159    |       |                 |
| DNS | David Murray          | Ferrari 125       |       | Rezerva Mossu   |